# Baranivka
Baranivka (în ucraineană Баранівка, în poloneză Baranówka) este un oraș din regiunea Jîtomîr, Ucraina.

## Istoric
Marele Ducat al Lituaniei 1566–1569

 Uniunea statală polono-lituaniană 1569–1793

 Imperiul Rus 1793–1917

 RSS Ucraineană 1920–1922

 Uniunea Sovietică 1922–1941

 Imperiul German (ocupația) 1941–1944

 Uniunea Sovietică 1944–1991

 Ucraina 1991–prezent 